# ウキゴケ科
ウキゴケ科（Ricciaceae）は、ゼニゴケ目に属する苔類の分類群。ウキゴケやイチョウウキゴケなどを含む。

## 概要
ウキゴケ属とイチョウウキゴケ属の2属を含む。湿った土壌の上で陸生形をとるか、あるいは浮遊形として水田や池沼の水面に浮かんで生活している。葉状体の組織分化は不明瞭。葉状体の中に造卵器と造精器が形成され、胞子体もそのなかで成熟する。

## 下位分類
- イチョウウキゴケ属（Ricciocarpos） - 1種。
  - イチョウウキゴケ
- ウキゴケ属（Riccia） - 約150種。
  - ウキゴケ
  - カンハタケゴケ
  - ケハタケゴケ
  - コハタケゴケ
  - ハタケゴケ
  - ミドリハタケゴケ
  - ミヤケハタケゴケ

など

## 利用
ウキゴケなど一部の種は、リシアなどの名前でアクアリウムで栽培されることがある。